# Kontra K

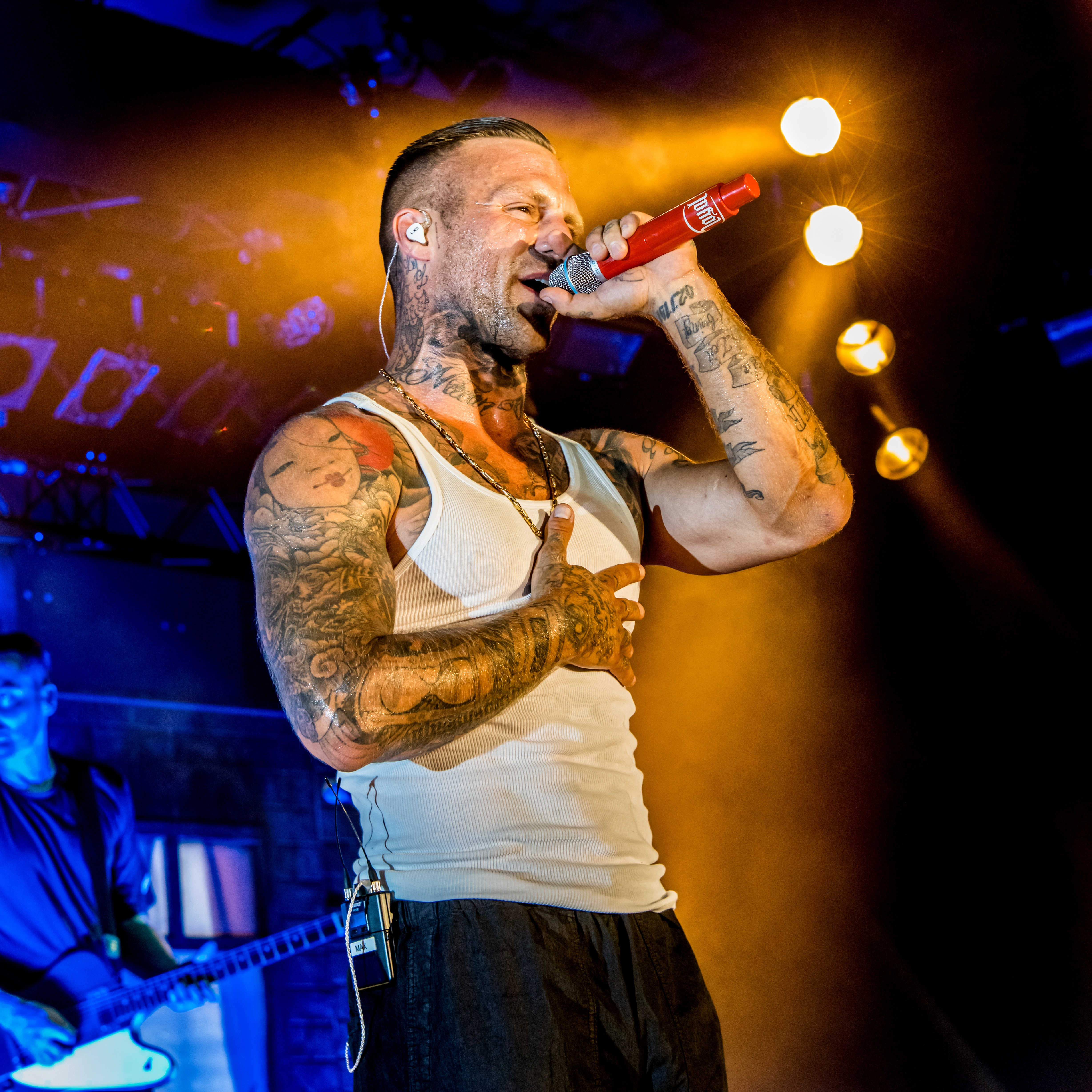
Kontra K, Zelt Musik Festival 2018 Фрайбург, Німеччина

Максиміліан Дін ( нім. Maximilian Diehn ; 3 липня 1987, Берлін, Німеччина ) - німецький репер, який має підписаний контракт з лейблом BMG.

## Біографія
Максиміліан Дін виріс у Берліні. Закінчивши школу,  виявив інтерес до репу в 16 років і почав наслідувати своїх американських кумирів: Nas, 2Pac, The Notorius B.I.G. i Naughty by Nature. У той же час він почав займатися кікбоксингом.
Дебютний альбом Kontra K "Dobermann" був випущений у 2010 році. Услід за ним у його кар'єрі був дабстеп-мікстейп під назвою "Electrosmog", випущений у 2012 році. Другий альбом також випущений в 2012 році, був одним з найбільш продаваних альбомів "Distributionz" (німецький дистриб'ютор ) і зіграв важливу роль у тому, щоб зробити дистрибутив "Label of the Month April" на Amazon.
У травні 2014 року Kontra K підписав контракт з "Four Music". Першим релізом були EP Wolves. 6 лютого 2015 він випустив свій четвертий сольний альбом "Out of the Shadow" у світ і посів 2-е місце в німецьких музичних чартах.
20 травня 2016 року випускає п'ятий сольний альбом "Labyrinth", в якому брали участь, зокрема, Bonez MC, Raf Camora та гурт Haudegen. Поряд з цим нещодавно було випущено інтерактивне відео за участю Лекса Шрапнела, Кіри Софії Кахре та Білла Феллоуза. Альбом піднявся до №1 у німецьких чартах альбомів 27 травня 2016 року.
28 квітня 2017 року вийшов його шостий сольний альбом "Gute Nacht" (BMG). 
23 лютого 2018 року Kontra K оголосив про свій сьомий сольний альбом «Earth and Bone» (Земля і кістка), який має з'явитися 11 травня 2018 року.
У вересні 2020 року вийшов дев'ятий студійний альбом під назвою "Vollmond", а згодом і десятий "Aus dem Licht in den Schatten zurück" у травні 2021 року.
Трек "When Destiny Meets" Kontra K став офіційним гімном першого сезону Європейської футбольної ліги. Він також виступав під час перерви у фінальному матчі ELF 2021.

## Музика
Музика Kontra K в основному створюється у співпраці з його головним продюсером The Cratez (Берлін). Він продає себе як хлопчика з вулиці, який є прихильником бойових мистецтв. При цьому «Контра К» закликає до згуртованості вулиці та змішує соціально-критичні тони з особистим досвідом. Протягом його кар'єри репера теми змінювалися, як і його імідж. Його перші реп-альбоми (наприклад, "Dobermann", "Fight Club Mixtape Vol. 1") були схожими на німецький гангста-реп.
Принаймні з EP "Wölfe" у 2014 році та альбому Aus dem Schatten ins Licht у 2015 році, Kontra K відійшов від свого «брутального іміджу» хлопчини з вулиці, а отже, також від класичного гангста-репу та його типових текстових елементів. Його новіші тексти в основному містять рядки, в яких він зосереджується на темах бойових мистецтв, це було спробою залучити своїх слухачів до занять спортом та мотивація, змішана з досвідом із його власного життя. 

## Дискографія
2010 Dobermann
2012 Was die Zeit bringt
2013 12 Runden
2015 Aus dem Schatten ins Licht
2016 Labyrinth
2017 Gute Nacht
2018 Erde & Knochen

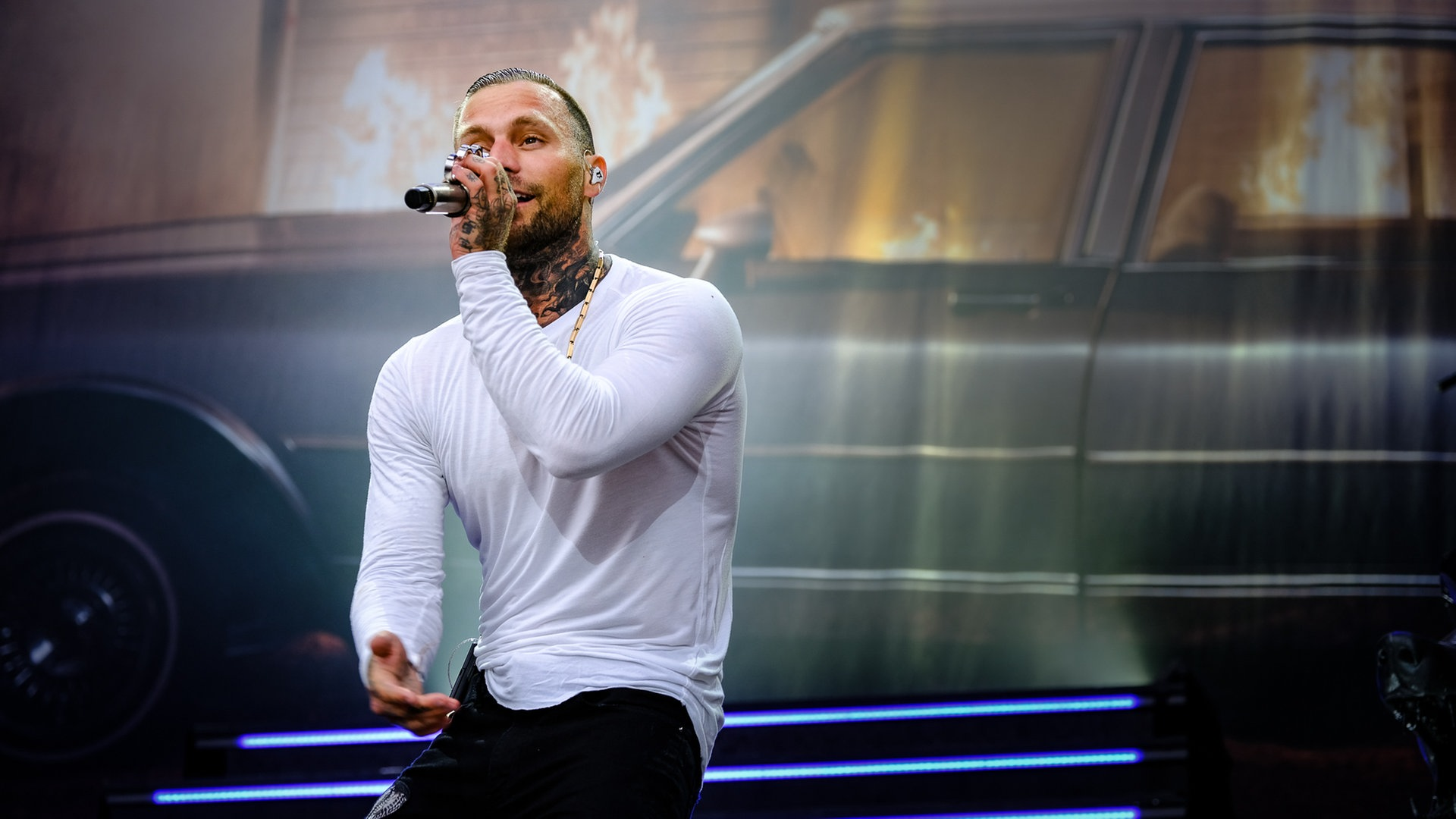
Виступ Kontra K на фестивалі Hurricane у 2022 році

2019 Sie wollten Wasser doch kriegen Benzin
2020 Vollmond
2021 Aus dem Licht in den Schatten zurück
2022 Für den Himmel durch die Hölle

## Нагороди
1 Live Krone
- 2018: Найкращий живий виступ
- 2019: Найкращий хіп-хоп виконавець
- 2020: Найкращий хіп-хоп виконавець
- 2021: Найкращий хіп-хоп виконавець

The Lovie Awards
- 2016: "Найкраще Інтернет-відео" для By Your Side